# Das Buch (Album)
Das Buch ist das zwölfte Album der Puhdys.

## Das Album
Das Album wurde 1984 produziert und gelangte unmittelbar darauf in den Handel. Es erschien als Langspielplatte (8 56 039) und als Musikkassette (056 039) bei Amiga. Der Einzelhandelspreis der LP betrug wie üblich 16,10 Mark.
Die Puhdys nummerierten ihre Alben, weshalb auf dem Cover neben dem Bandnamen die Zahl 12 steht.
Das Buch ist ein nachdenkliches Album. Es geht viel um den Frieden im Großen (Ich will nicht vergessen, Das Buch) und im Kleinen (Bauernhochzeit, Schlaf mit mir). Viele Lieder sind eher durch Melodien geprägt, nur einige wenige kann man zur tanzbaren Musik zählen.
Der Titelsong ist als letzter Titel auf Seite 1 platziert. Darin geht es um die Angst vor einem Atomkrieg und dessen Folgen für die Bevölkerung der Erde. Geprägt vom aktuellen Zeitgeist (Verschärfung des Kalten Krieges, Boykott der Olympischen Spiele in Moskau durch viele westliche Staaten, weitere Zunahme des Wettrüstens zwischen der UdSSR und den USA) gelingt ihnen mit diesem Titel eine eindrucksvolle Warnung vor der Eskalation. Hymnisch klingt das Lied mit Unterstützung des FDJ-Chores der EOS „Immanuel Kant“ Berlin-Lichtenberg aus.
Viel Beachtung fand auch das zur damaligen Zeit sehr progressive Cover mit einer Melange aus verschiedenen Motiven.

## Die Titel, Seite 1
- 1984

Komposition und Arrangement: Birr/Meyer
Spielzeit: 2:04 Minuten
- Ich will nicht vergessen

Komposition und Arrangement: Birr/Meyer
Text: Burkhard Lasch
Spielzeit: 4:12 Minuten
- Die Wärme der Nacht

Komposition und Arrangement: Hertrampf
Text: Wolfgang Tilgner
Spielzeit: 3:54 Minuten
- Der Angstverkäufer

Komposition und Arrangement: Birr/Meyer
Text: Klaus Taubert
Spielzeit: 5:00 Minuten
- Die Boote der Jugend

Komposition und Arrangement: Birr/Meyer
Text: Birr
Spielzeit: 3:32 Minuten
- Das Buch

Komposition und Arrangement: Birr/Meyer
Text: Birr
FDJ-Chor der EOS „Immanuel Kant“ Berlin
Spielzeit: 5:10 Minuten

## Die Titel, Seite 2
- Rockerrente

Komposition und Arrangement: Birr/Meyer
Text: Birr
Spielzeit: 4:56 Minuten
- Niemand wird so wieder werden

Komposition und Arrangement: Jeske
Text: „Claire Din“ (= Karla Fröde)
Spielzeit: 4:41 Minuten
- Bauernhochzeit

Komposition und Arrangement: Birr/Meyer
Text: Birr
Spielzeit: 3:34 Minuten
- Schlaf mit mir

Komposition und Arrangement: Birr/Meyer
Text: Birr
Spielzeit: 3:56 Minuten
- Das Märchen

Komposition und Arrangement: Birr/Meyer
Text: Burkhard Lasch
Spielzeit: 3:56 Minuten

## Mitwirkende
- FDJ-Chor der EOS „Immanuel Kant“ Berlin bei Titel 6
- René Decker: Tenor-Saxophon bei Titel 5 und 8
- Arndt Bause: Bläser-Arrangement bei Titel 9
- Helmar Federowski: Musik- und Tonregie
- Karl-Heinz Ocasek: Produktion
- Volkmar Andrä: Produktion